# Phonogram Records

Phonogram Records fue una compañía discográfica holandesa que en 1962 se creó como una joint venture entre Philips Records y Deutsche Grammophon. En 1972, se fusionó con Polydor Records dando lugar a PolyGram. 
En los Estados Unidos, los artistas de Phonogram fueron normalmente editados por Mercury Records, mientras que en algunas partes de Europa el sello fue Vertigo Records.
PolyGram continuó su labor hasta 1998 cuando fue comprada por Seagram y fusionada con Universal Music Group, ahora propiedad de Vivendi.
- Datos: Q58825265
- Multimedia: Phonogram / Q58825265